# 蔡文華
蔡文華（约1920年—1976年3月20日），福建晉江人，六歲移民菲律賓，前籃球運動員、教練。他曾代表中華民國參加1948年夏季奧林匹克運動會和1954年世界籃球錦標賽和等國際賽事。退役後擔任教練，帶領中華民國在1959年世界籃球錦標賽奪得隊史最佳第四名的成績。後任職於臺灣鐵路管理局。1976年3月20日因心臟病病逝，享年56歲。